# アナログチーズ

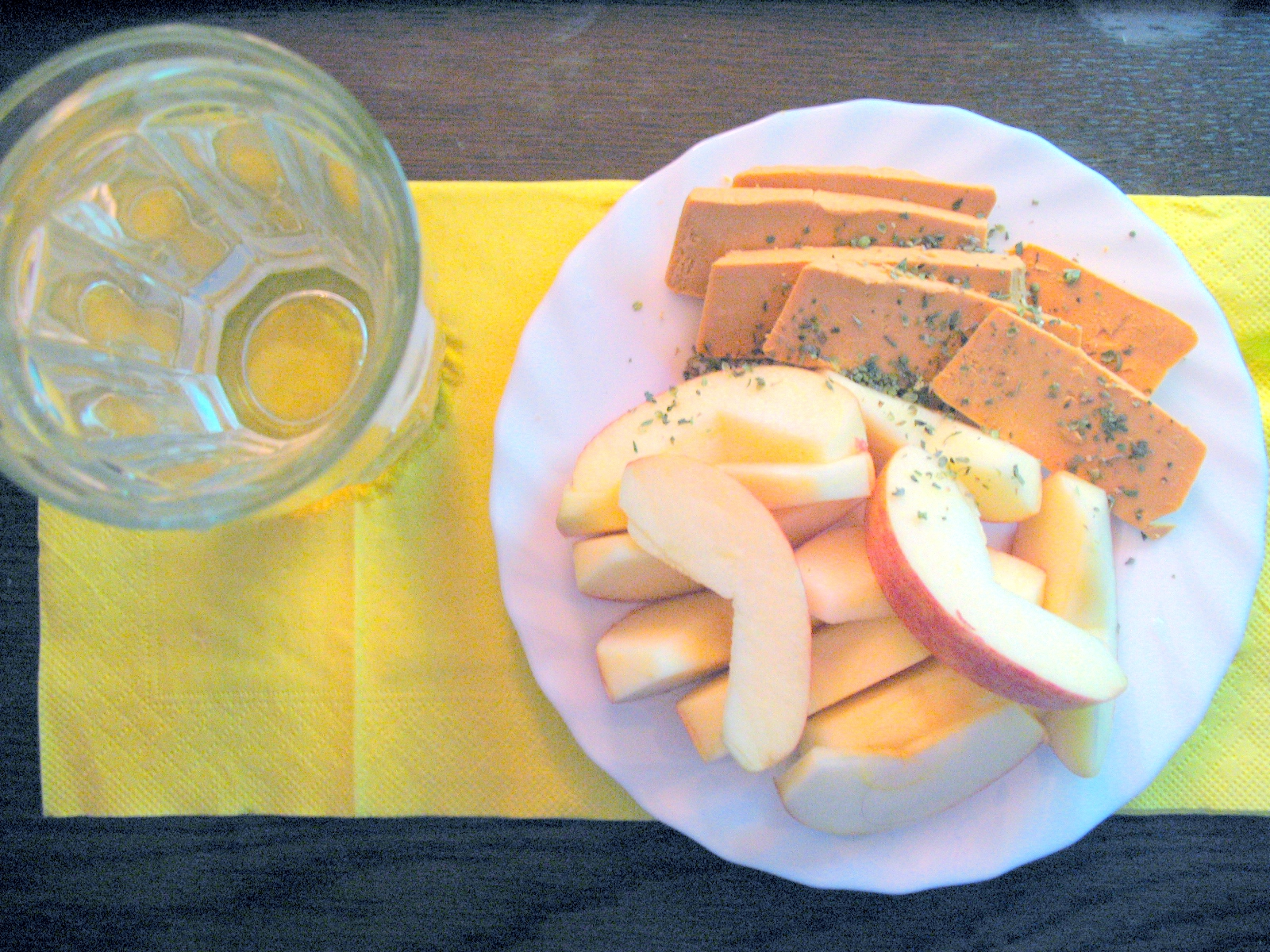
大皿に盛り付けたアナログチーズ（豆乳チーズ）

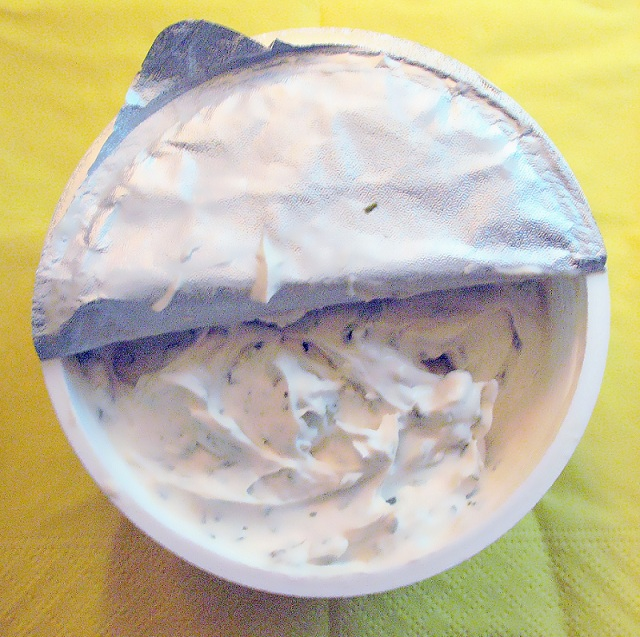
開封した豆乳クリームチーズ

アナログチーズ（英: cheese analogue、cheese alternatives、蘭: analoogkaas）は、チーズに似せた食品で、大豆や米、酵母などを原料とした植物性油脂やでんぷん、香料から作られる。イミテーションチーズ（蘭: imitatiekaas）とも呼ばれ、コピー食品の一種でもある。"analogue"は英語で「類似の」の意味である。

## 概要
アナログチーズの特性は種類により異なり、チーズ同様オーブンなどで熱すると溶け出すものもあれば、形を保つものやすりおろした時のみ溶け出すものもある。中には従来のチーズよりも焦げにくくとろけやすい、ピザなどに適した種類のものもある。
従来のチーズと比較して、発酵工程を全く必要としない為に極めて短期間に大量製造でき、原材料コストも安価であるため、生乳やチーズの価格の高騰に対応する手段として生産されることが多くなっている。日本でも2007年に生乳不足のため使用されたことがある。一方でドイツなどではアナログチーズであることを明確に示すことなく売られていることが問題となっている。日本においては乳等省令での「乳等を主要原料とする食品」（乳主原）に相当する。
風味のために乳たんぱくやチーズなど牛乳由来の原材料をも用いる場合と、全く用いない場合がある。全く用いない場合には菜食主義者（ベジタリアン）の中でも乳製品も摂取しない純菜食主義者（ヴィーガン）や、牛乳の成分である乳糖やカゼインを含まないことから乳糖不耐症やカゼインアレルギーを持つ人向けの食品として使用できる。
栄養的には脂肪分は低脂肪のチーズとほぼ同じだが、（動物由来の原料を用いない場合）コレステロールを含まない。また大豆が原料のアナログチーズの場合、大豆たんぱくやイソフラボンを豊富に含む。さらにカルシウムが添加されているものも多い。